# 卯内里奈
卯内 里奈（うない りな、1992年5月12日 - ）は、日本の女優。兵庫県神戸市出身。ソロ歌手としての活動はRinana（りなな）名義で行った。

## 略歴
- 2005年5月18日、女性アイドルグループHINOIチームの竹中里奈として活動。
- 2022年5月、WOWOW連続ドラマ「正体」（第1話）に出演する。

## 出演

### 映画
- 中田秀夫監督 連続ドラマW｢正体｣ - ヒナノ 役(第一話)
- 中田秀夫監督 「"それ"がいる森」
- 前田直樹監督映画「マリッジカウンセラー」 - 川瀬朱莉 役
- 堤幸彦監督 「SUPER SAPIENSS Biginning」
- 藤井道人監督 「インフォーマ」 - レギュラー
- 中田秀夫監督 「スマホを落としただけなのに」 - カップル役

### ドラマ
- 惑星スミスでネイキッドランチを 第5話（2021年5月4日、サンテレビ） - 子鹿ゆりこ 役
- 連続ドラマW 正体 第1話（2022年3月12日、WOWOW） - ヒナノ 役
- Amazon prime「龍が如く」 - ホステス里絵 役

### CM
- 政府広報オンライン「ミライの歩き方〜「自分に合った携帯電話の料金プラン」篇」[1]
- テレビCMゴルフショップPGAツアーズ
- Canon 望遠カメラ ウェブCM
- JT 日本たばこ「最高の一服」WEBMovie
- 神戸新聞NEXT

### ラジオ
- CRK ミュージックヘッズ-レギュラーパーソナリティー（ - 2018年3月26日、ラジオ関西）
- RinanaのKOBEハーバーカーニバル！-レギュラーパーソナリティー（2018年4月2日 - 2020年9月25日、ラジオ関西）[2] - 2019年4月より、毎週金曜日21:00〜に変更[3]
- あらじお☆カントリー ロード-レギュラーパーソナリティー（加古川・BAN-BANラジオ）

### 舞台
- MUSICAL COSMOS（2019年1月30日 - 2月7日、amHALL）
- SKELETON COLOR 『さくら山荘 こけら落とし』（2025年8月20日 - 24日、劇場MOMO）[4]

### YouTubeドラマ
- ホラーちゃんねる
  - 本当にあった怖い話「霊の通り道」（2020年） - 幽霊 役
  - 本当にあった怖い話「私の妹と鏡の中」（2020年） - 主演
  - 本当にあった怖い話「父の遺品の整理」（2020年） - 幽霊 役